# Бобринські

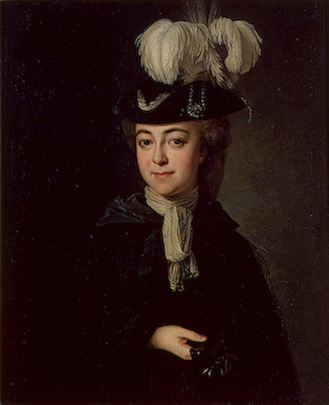
Бобринський Олексій Григорович — засновник роду

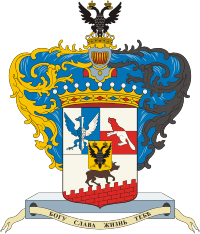
Герб роду Бобринських

Бобринські — російський аристократичний рід, власники великих маєтків (близько 45 тис. десятин) і цукроварень у Черкаському й Чигиринському повітах Київської губернії (нині: Сміла та Смілянський район Черкаської області)

## Походження роду
Рід графів Бобринських веде свій початок від Олексія Григоровича Бобринського — сина Катерини ІІ та її фаворита графа Григорія Орлова. Олексій народився у квітні 1762, за три місяці до державного перевороту, що звів його матір на російський престол.
Катерина подарувала синові герб та прізвище Бобринський. За легендою коли немовля, обгорнене в боброве хутро (ось звідки прізвище) показали Катерині, вона вимовила: «Богу слава — життя тобі.» Цей девіз і зображення бобра ввійшли згодом у герб аристократичного роду Бобринських. Насправді прізвище було подаровано від назви села Бобрики, Епіфанського повіту Тульської губернії.
Через 5 днів після свого сходу на престол, імператор Павло І, звідний брат Олексія Бобринського, подарував йому графський титул та ранг генерал-майора.

## Відомі представники роду
Бобринський Олексій Олексійович (1800–1868) — граф, засновник цукрової промисловості України, онук імператриці Катерини II і її фаворита Г. Г. Орлова.
Бобринський Володимир Олексійович і Олексій Олександрович — крайні реакціонери, чорносотенці; депутати 2, 3 і 4-ї Державних дум, в яких виступали з погромницькими промовами, вимагаючи жорстокого придушення революційного руху і посилення національних утисків. Перший з них 1918 був активним діячем білогвардійської організації «Рада державного об'єднання Росії».
Бобринський Георгій Олександрович — генерал-губернатор Галичини в вересні 1914 — квітні 1916, під час Першої світової війни. Запеклий монархіст, проводив там русифікаторську політику, хоч разом з тим зберіг у Галичині австрійське законодавство. Подавав фінансову допомогу місцевим поміщикам і вів жорстоку боротьбу проти робітничих і селянських рухів.

## Вшанування
На честь родини названа вулиця у місті Сміла Черкаської області.